# 太陽の子
『太陽の子』（たいようのこ、てだのふあ）は、灰谷健次郎の長編小説（児童文学）である。1978年に理論社から単行本が出版された。挿絵を田畑精一が担当した。のち、新潮文庫版が刊行されたが、1997年に起きた神戸の事件の流れで絶版となり、現在は角川文庫版が刊行されている。
太平洋戦争の終戦から30年後の兵庫県神戸市を舞台に、沖縄県出身者を両親に持つ少女が、父の精神疾患をきっかけに沖縄戦や沖縄県出身者の置かれた立場と心情に触れていく様子が描かれている。「てだのふあ」という読み方は沖縄方言によるものである。
1980年に浦山桐郎監督で映画化。テレビドラマとしては、1979年にMBSテレビで単発ドラマとして、1982年にNHK総合テレビジョンの『ドラマ人間模様』枠で、それぞれ放映されている。このほか、舞台劇として前進座などで上演実績がある。2019年にはミュージカルカンパニー イッツフォーリーズがミュージカル化。

## あらすじ
小学6年生の少女・ふうちゃんは、神戸の海岸に近い下町にある沖縄料理店「てだのふあ・おきなわ亭」の一人娘。両親は沖縄出身で、店には母の遠戚に当たるオジやん、鋳物工場で働く青年のギッチョンチョンとその先輩の昭吉くん、左腕のない溶接工のろくさん、父の親友のゴロちゃんといったやはり沖縄出身の人々、そして神戸生まれで艀乗りのギンちゃんといった常連が集まっていた。神戸で生まれ育ったふうちゃんは自分のふるさとが神戸と沖縄のどちらなのだろうかという思いを抱いていた。
初秋のある日、ふうちゃん一家は神戸の山の方にいた。ピクニックの趣だったが、それは神経科を受診する父の付き添いだった。ふうちゃんの父はこの半年の間に精神を病んで家族ともほとんど会話しなくなった。父は発作を起こすと「ふうちゃんが殺されるやろが」とつぶやいたり、ふうちゃんを抱きしめて泣いたりした。ふうちゃんを気にした担任の梶山先生は、沖縄の草花遊びの載った雑誌を贈る。ふうちゃんは草花遊びを店に飾って父を喜ばせようと考える。
ギッチョンチョンは沖縄出身のキヨシという少年を店に連れてくる。キヨシに沖縄の言葉を教えようとしたギッチョンチョンは、言葉の問題で自殺した沖縄出身者を軽蔑したギンちゃんを殴った。店で喧嘩した罰としてふうちゃんは二人に草花遊びづくりを手伝わせた。ギッチョンチョンは、キヨシが金を持って出ていったことや親と離れて育ち「捨てられた」と誤解していることを明かし、「肝苦（ちむぐ）りさ」だと話す。草花遊びで店を飾ると常連客は歓迎したが、ろくさんは店の外でアダンの葉で作った風車を握って泣いていた。ふうちゃんは母からろくさんが戦争で子どもを亡くしたと聞く。だが、それ以上の戦争の話は「悲しいことは一日も早く忘れてしまいたいやろ」と教えてもらえない。ふうちゃんはギッチョンチョンに頼んで沖縄戦の写真の載った本を見せてもらう。しかし集団自決の写真を見て嘔吐してしまう。
ふうちゃんはキヨシが勤めていた料亭で「オキナワ」と蔑まれていたことを知る。ギッチョンチョンの金を返しにきたキヨシを追いかけたふうちゃんは右足のアキレス腱を切って入院した。ふうちゃんは父がなかなか見舞いに来ないことを不審に思う。病院で付き添ったキヨシはおきなわ亭で働くことになる。沖縄出身の若い女性が孤独死したという新聞記事をきっかけに、キヨシは自分の姉が19歳で自殺したことをふうちゃんに打ち明ける。それ以来、キヨシは進んで沖縄料理を覚えたりするようになった。
全快後、ふうちゃんは自分の入院中に発作を起こした父が同級生の家に現れ、警察に通報されたあと病院に5日間入れられたことを知る。キヨシはふうちゃんを元気づけようと、沖縄菓子を作ったり、ギッチョンチョンからふうちゃんが付き添いを頼まれたデートを実行するなどした。
梶山先生が授業で自分たちの歴史をたどる勉強をしようと呼びかけたのに応じて、ふうちゃんはもう一度沖縄の歴史を調べようとする。だが周囲の人に話を聞けば相手の辛い部分に触れてしまうことに悩み、先生に手紙を書く。先生はふうちゃんの気持ちを思いやれなかった自分を恥じる、いっしょに勉強したいと返事に記した。
ふうちゃんの父が一人で外出して不審な行動をしているという話があり、その現場である明石市の海岸に行ったふうちゃんの母やゴロちゃんは、その場所が父が少年時代に戦火にあった沖縄本島南部の海岸に似ていることに気づく。父の発症の原因が戦争と関係しているとわかったことに周囲の人々はショックを受ける。キヨシは自分の姉の死や母が家を出て行った理由を考えるようになる。キヨシは所在のわかった母親にふうちゃんと会いに行き、その疑問をぶつけた。母は今は話せないが必ず手紙で説明すると涙ながらに答える。まもなく手紙が届くが、キヨシはいつもの通りだった。
その矢先キヨシはかつての不良仲間から、グループを抜けた制裁として殴打を受ける。キヨシは抵抗せずに耐えていたが、沖縄を侮辱する言葉を聞いて相手を傷つける。重傷を負ったキヨシは入院して二度にわたる手術を受けた。キヨシが回復に向かうと警察が事情聴取に病院に来る。過去の前科があり、今度も相手に傷を負わせているという理由だった。居合わせたろくさんは「警察は公平な立場」「沖縄も関係なく法の前には平等」という警官に根元しかない左手を見せ、日本兵の命令で幼いわが子をこの手で殺し集団自決に参加したことを告げて、これでも平等と言えるのかと尋ねると警官は沈黙した。その夜、ふうちゃんの母は父が幼少期に辛い目に遭ってきたことをふうちゃんに話す。翌日、キヨシは自分で書いた手紙をふうちゃんに渡した。その中にはキヨシの母の過去について触れられていた。
ふうちゃんの卒業とキヨシの退院に合わせ、ふうちゃんの母は一家とキヨシで父の故郷である波照間島に行くことを決める。だが、出発前夜、父は急逝する。物語は、ふうちゃんがキヨシと冒頭の「ピクニック」の場所にもう一度来た場面で幕を閉じる。

## 登場人物
呼び名は作中で記載されている表記に従う。
ふうちゃん
本編の主人公。本名は大峯芙由子。クラス一の漫画通でリレーの学校代表選手と記されている。アキレス腱を切って入院している間に誕生日を迎える描写がある。
おとうさん
ふうちゃんの父。本名は大峯直夫で45歳。親友のゴロちゃんからは「なおさん」と呼ばれている。波照間島の出身で、戦争中に西表島に強制疎開させられそこで戦争マラリアに直面したのち、沖縄本島の首里に移って沖縄戦を体験した。作中では発症以前の回想（ふうちゃんによる）を除いて、会話はほとんどしない。精神疾患についてふうちゃんは「頭の中に今も戦争があって、わたしを守ろうと必死になっている」と梶山先生への手紙に書いている。
おかあさん
ふうちゃんの母。本名や年齢は記されていない。首里の出身で、「おきなわ亭」を切り盛りしている。いつもは明るく振る舞っているが、父が不審な外出をしていると知ったときには「精神の均衡をくず」したと記されている。
オジやん
ふうちゃんの母の遠戚で71歳。本名は宮里加那。大峯夫妻は彼を頼って神戸に移住した。ふうちゃんからは「おじいちゃん」と呼ばれている。ふうちゃんの近所のアパートに住んでおり、途中でその部屋をキヨシに貸して自らはおきなわ亭で暮らすようになった。店の常連の「長老格」と記されている。「てだのふあ・おきなわ亭」という店名の名付け親。
ゴロちゃん
父の親友で45歳。本名の姓は金城だが名前は不明。ふうちゃんの父とは沖縄戦の頃からのつきあい。港でクレーン運転士をしている。ふうちゃんは父を真似て「ゴロちゃん」と呼び、それが定着している。
ギッチョンチョン
鋳物工場勤務で21歳。本名は平岡みのる。集団就職で沖縄から神戸に来た。あだ名の由来については記されていない。自室には漫画と沖縄に関する書籍がたくさん置かれている。沖縄の事物や歴史に詳しく、沖縄への差別や蔑視には本気で怒る。廃船を拾って修理した「ナイワイ二世」というヨットを持っており、「沖縄を忘れないため」という理由で乗っている。ふうちゃんとは「口げんかの相手」と記され、ふうちゃんが沖縄について知りたいと思ったときに二度相談した。
昭吉くん
ギッチョンチョンと同じ職場の先輩で24歳。フルネームは不明。ギッチョンチョンとは同じ建物の隣の部屋で暮らしている。フォークやロックを中心とした音楽が趣味で多くのレコードを所持している。
ろくさん
溶接工で55歳。本名は記されていない。若い頃は大工をしており、沖縄戦のときに「泣き声が漏れたら全滅する」という日本兵の命令で生後間もないわが子（ミチコと記されている）を殺し、その後集団自決に参加して左腕を根元から失った。左手を失う前は三線が「名人級」といわれる腕前で、今でも「手があったらなぁ」とこぼす。
ギンちゃん
艀の操船をしている独身の青年。神戸生まれだが沖縄料理の珍味に詳しい。競馬好きで「宵越しの銭は持たない」性格。ギッチョンチョンとはよく議論を交わす間柄である。
梶山先生
ふうちゃんの担任教師で24歳。学生時代はシルクロードにとりつかれ、3回にわたってイランやアフガニスタンを放浪した経歴を持つ。後述のときちゃんをめぐる一件が原因で「ぼくはあかん教師や」「もう、シルクロードはきっぱり忘れて、本気で教師になりますわ」と話し、放浪時代の土産物をふうちゃんとキヨシに渡した。「自分の歴史をたどる勉強」に悩んだふうちゃんからノートに書いた手紙を受け取り、それに返事を書くやり取りをした。
キヨシ少年
沖縄出身。年齢は「十五、六歳くらい」と記されている。本名の姓は知念だが、名前は作中では終始カタカナで記載され、漢字表記は不明。父は不発弾に触れて亡くなり、幼い頃に母と別れて姉と大阪の叔母に預けられる。きれいな円が描けないコンパスしかなく、働いていた姉にねだって新しいものを買ってもらった直後に姉は自殺し、コンパスは形見となった。生い立ちから母を恨んでいたが、ふうちゃんをはじめとするおきなわ亭の周囲の人々を見てその認識を改めていく。沖縄時代の自宅は米軍基地の飛行場になっているとふうちゃんへの手紙に記している。
キヨシ少年のおかあさん
名前や年齢は不明。キヨシがふうちゃんに渡した手紙によると、結婚後に米兵に乱暴されて身ごもり、その子どもを産んだが早くに亡くなる。その後家を出た。家を出てからもキヨシに会う機会はあったがキヨシは会話に応じなかったという。消息がつかめたときには尼崎駅近くに住み、料亭に勤めていた。最初にキヨシが再会に来たときには罵り、つかみ合いになる。その後キヨシが再度訪ねたときには明るくもてなしたが、母や姉の事情を知りたいというキヨシの質問には激しく泣いた。キヨシがけんかで入院したあとは料亭をやめて付き添いで看病した。
桐道さん
姓は「とうどう」と読む。電気工事の仕事をしており、途中からおきなわ亭の常連となった男性。いろんな廃品を修繕して使うのが趣味。
れい子さん
姓は不明。近所にある洋菓子店「エスカルゴ」の店員で、ギッチョンチョンが思いを寄せている。ギッチョンチョンはふうちゃんに彼女とのデートの付き添いを頼んでおり、これを知っていたキヨシはふうちゃんを外に出そうと自分も含めた4人で三宮のフランス料理店に行くように仕向けた。そのときにはギッチョンチョンはまったくいつもの様子ではなかったため、心配したふうちゃんはれい子さんをおきなわ亭に招いた。
ときちゃん
本名は若杉とき子。ふうちゃんの同級生で母子家庭。ふうちゃんの入院後、発作を起こしたふうちゃんの父が彼女の家に行き、面識のないときちゃんの母は警察に通報した。学校でなぜふうちゃんの家に連絡しなかったかと梶山先生に聞かれ、先生に手紙を書く。その中には、自分がふうちゃんほど先生から優しく扱われていないのではないか、だから謝れる気持ちになるまで謝るのは待ってほしいと綴られていた。のち、ふうちゃん一家の帰省が決まったあと、ふうちゃんに花束を渡している。

## 設定
本作には作中に具体的な年や月日が明示されておらず、歳時記的な行事（クリスマスや正月など）も登場しない。年代については、「沖縄の戦争は三十年前に終わっている」という記述があり、1975年頃となる。また季節については、冒頭でアキアカネが飛び曼珠沙華が咲いている描写があるため、始まりは初秋（9月）で、作品の最後ではレンゲソウが咲いており、翌年の春となる。
地理的設定として、おきなわ亭があるのは「（川崎）造船所の正門に至るまでの界隈」とされており、近くにあるという「お稲荷さん」は松尾稲荷神社（神戸市兵庫区東出町）に比定されている。ただし、2013年の新聞記事で、地元の自治会や松尾稲荷神社の宮司はその地域に沖縄料理店は「昔からなかったと思う」と証言しており、店舗自体はモデルなしに創作されたものとみられる。このほか、湊川公園や遠足の行き先として烏原貯水池などの実在する周辺の土地が登場している。また、ふうちゃんの父が一人で外出した先は明石市の山陽電気鉄道本線東二見駅や江井ヶ島駅の近くとされている。

## 表現上の特徴
作中の登場人物は大部分が関西弁を話している。沖縄出身者が沖縄方言で話していない点について、ふうちゃんの母は作中で「神戸に育った人は神戸のよさを愛して生きてきたはずや。（中略）そのことがようわかるから、わたしらは沖縄の人間やけど神戸の言葉を使（つ）こうて、神戸を大切にして生きてきたんや。」と述べている。また、関西弁の短い語尾（「わ」「な」など）には小文字のカタカナが使用されている。
登場人物の長文の手紙をそのまま掲載した箇所が複数ある。キヨシの手紙には山之口貘の詩「座布団」（手紙の中では「座ぶとん」と表記）が全文引用されている。

## 制作の背景
灰谷が本作を執筆した背景として、神戸市の造船所に勤めていた長兄の自殺（1967年）や、小学校教員を退職して沖縄に渡り放浪生活を送った体験（1972年）の存在が指摘されている。初版本の「あとがき」で、灰谷は長兄の遺児である甥二人に呼びかける形で、この作品を書いた理由を説明し、本作を書く決心をしたのは「五年前」と記している。灰谷自身は「死者の中に生者を見る、生者の中に死者を見る、という途方もない大きな課題」に取り組んだと記した。遺品の取材ノートにはふうちゃんの父親の自殺について緻密な記述があり、「ふうちゃんの成長→沖縄という特殊なものをけなげに背負っていこうとする（中略）人間全体の問題としてとらえようとする」という書き込みも残されている。
こうした過程を経て、1976年から雑誌『教育評論』で連載された。

## 評価
作家の大江健三郎は、刊行年の12月『朝日新聞』に寄稿した文芸時評で、児童文学における「モラリスト的にむかう態度をそなえている書き手」としていぬいとみこの『光の消えた日』とともに本作を取り上げた。この中で大江は「漫画、劇画の読み手を引きつけるあざとさ、色濃い通俗性もひきうけて、そのかわりにモラリスト的なメッセージは確実に手渡す」とこの2作を評し、「啓蒙性や通俗性によって」灰谷や芹沢光治良の作品を「排除しかねぬ」文学情況に対して、作品の独自性が逆に「批判を突きつけていよう」と記した。
児童文学翻訳・研究者の清水真砂子は、1984年の著書『子どもの本の現在』において、1章をさいて灰谷を論じた（「『良心』のいきつくところ」）。清水は灰谷の文学は明らかに評価に値しながらも灰谷の｢人間に対する冷ややかなまなざしを感じ続けてきた」と前置きした上で、灰谷がふうちゃんを「けなげに、かわいく」描写する点にむしろ灰谷の「冷ややかさ」を感じると記す。その意味について清水は灰谷の他作品（「だれも知らない」）に登場する脳性麻痺の児童の例も挙げて、灰谷が「弱者」に「よりそい」「代弁する」ことで、むしろ彼らの現在の社会的関係を固定化・強化していると指摘した。
黒古一夫は2004年の『灰谷健次郎 その「文学」と「優しさ」の陥穽』において、本作を読んで「『沖縄』と『日本=ヤマト』との関係について改めて考えるきっかけを得ることは、決して悪いことではない」と一定の評価を示しながらも、本作に沖縄の米軍基地問題が希薄であること、それも含めた灰谷の沖縄観や作中の描写が沖縄の歴史や現実を十分反映していない可能性があること、沖縄差別だけを特別視して他の差別構造の放置を是認する結果につながることを批判点としてあげている。

## 映画
正式なタイトルは『太陽の子 てだのふあ』。1980年9月13日に公開。監督・脚本は浦山桐郎が務めた。1980年度キネマ旬報ベスト・テン日本映画部門第10位。
神戸に住む沖縄出身者たちを主人公に、子供たちの目を通して、戦争を告発する。
浦山は本作のために、自ら製作母体となる太陽の子プロダクションを設立した。ふうちゃん役とキヨシ役は「京阪神在住の沖縄出身者」を探す形で選ばれ、演技経験の全くない「素人」が起用された。撮影前の1980年2月当時、ふうちゃん役の原田は神戸市内の学校に在籍する小学6年生、キヨシ役の当山は大阪府立高校1年生であった。1979年4月にシナリオハンティングが始まり、1980年3月から撮影が開始された。
原作のエピソードは取捨再構成されている。一方、ふうちゃんの両親の過去（父の沖縄戦での体験、両親が沖縄から神戸に移住した経緯）が具体的なエピソードとして描写された。また、キヨシはコザの出身とされ、コザ暴動を目撃した記憶があると述べている。
作中の年代は公開年に当たる1980年で、2月からの約3か月間の出来事とされている。このため、ふうちゃんは作中で中学校に進学している。
このほか、以下のような原作からの設定の変更がある。
- ギッチョンチョンの本名が原作と異なる[50]。
- ふうちゃんの父は、発作が起きないときは普通に会話する。
- ふうちゃんの父が一人で外出した先は、姫路市的形の海岸。
- ふうちゃんの父の死因は入水である。
- ラストでふうちゃんが父の葬儀のため、母とともに波照間島を訪れている[50][51]。

撮影は、神戸市、沖縄本島、波照間島、姫路市（的形）、尼崎市でおこなわれた。沖縄本島の場面では、那覇市の首里城公園や与儀公園、実際に沖縄戦の戦闘のあった南部海岸付近、沖縄市（旧コザ市）がロケ地となっている。神戸市の場面では、原作の舞台とされている兵庫区西出町・東出町付近がそのままふうちゃんの自宅界隈として使用されており、ふうちゃんは神戸市立東川崎小学校（1988年に統合により廃校）から神戸市立兵庫中学校に進学している。ほかに、ヴィーナスブリッジ近くの諏訪山展望台や花隈公園、足を負傷したふうちゃんの入院先として川崎病院が登場する。尼崎市は、戸ノ内町がキヨシの母の居所として描かれている。戸ノ内町は、現実にも沖縄出身者の集住地であった。

### スタッフ
- 監督・脚本：浦山桐郎
- プロデューサー：時実象平
- 原作：灰谷健次郎『太陽の子　てだのふあ』
- 撮影：安藤庄平
- 美術：坂口武玄
- 照明：熊谷秀夫
- 録音：神保小四郎
- 編集：岡安肇
- 音楽：真鍋理一郎
- 助監督：新城卓、岩下輝幸・原一男・佐々木伯
- 製作担当：船津英恒
- 記録：八巻慶子
- 編集助手：岡安和子・掛須秀一・小野寺桂子
- 音響効果：小島良雄
- 技斗：菅原俊夫
- MA：にっかつスタジオセンター
- 現像：東京現像所
- 太陽の子プロダクション：小宮山量平（会長）、野原嘉一郎（代表理事）、時実象平（事務局長）、石井修吾（理事）、福富芳樹（理事）、滝元将（理事）、八尋藤吉（理事）、浦山桐郎（理事）

### キャスト
※役名はテロップ記載のもの
- 大峯芙由子：原田晴美
- 父 直夫：河原崎長一郎
- 母 菊江：大空真弓
- 知念キヨシ：当山全拡
- キヨシの母：黒田絢子
- おじやん：浜村純
- ギッチョンチョン：石橋正次
- ゴロちゃん：知名定男[注 13]
- ろくさん：松田豊昌[注 14]
- ギンちゃん：中村四郎
- 梶山先生：伊藤敏孝
- 桐道さん：殿山泰司
- 刑事A：大滝秀治
- 刑事B：玉村駿太郎
- 料亭のおかみ：西尾美栄子
- 植物園長：須永克彦
- 若杉とき子：酒井晴美
- 母：小林泉
- 国吉さん：津嘉山正種
- 女学生：大竹しのぶ

ほか

## テレビドラマ

### 毎日放送版
タイトルは『てだのふあ・おきなわ亭』。
1979年10月21日に日曜昼（15時 - ）の90分枠で放映された。文化庁芸術祭参加作品。関東広域圏（TBSテレビ）での放映の有無は不明。
「関西出身の作家が関西を舞台にして描いた作品」であることから、出演者は主役の秋山（当時松竹芸能所属）をはじめ関西出身・在住のタレントが主に起用された。撮影は同年9月11日から、原作の舞台となった神戸市でのロケおよびスタジオでおこなわれた。
スタッフ
『毎日新聞』大阪版1979年10月20日夕刊6頁より。
- プロデューサー：太田匡彦
- 脚本：土井行夫
- 演出：瀬木宏康

キャスト
『毎日新聞』大阪版1979年10月20日夕刊6頁より。
- ふうちゃん：秋山昌代
- おとうさん：山村弘三
- おかあさん：浦川麗子
- キヨシ君：見城貴信
- オジやん：吉田義夫
- ろくさん：瀬良明
- ギッチョンチョン：頭師佳孝
- ギンちゃん：南条好輝
- 花房先生：須永克彦

### NHK版
主な出典はテレビドラマデータベース。
1982年10月17日 - 11月14日に放送。全5回。
スタッフ
- 製作：勅使河原平八
- 脚本：重森孝子
- 演出：渡辺紘史、菅野高至
- 音楽：小室等

キャスト
- ふうちゃん：長谷川真弓
- お母さん：中村玉緒
- お父さん：井川比佐志
- ギッチョンチョン：内藤剛志
- ギンちゃん：赤塚真人
- おじやん：千秋実
- ろくさん：桜井センリ
- 梶山先生：岸部一徳
- 桐道さん：織本順吉
- 昭吉くん：中西良太
- キヨシくん：鹿又裕司
- キヨシの母：白川和子
- れい子さん：平沢智子
- トキちゃん：児玉田美代
- 刑事：草薙幸二郎

## 舞台劇
過去に確認されているだけで3回の舞台上演がある。
- 劇団前進座：1980年3月26日 - 4月5日、読売ホール（脚本：山田民雄、演出：香川良成）[60]
- 演劇集団土くれ：1987年11月20日 - 21日、東京都勤労福祉会館ホール（脚色：山田民雄、演出：福田悦雄）[60]
- ミュージカルカンパニー イッツフォーリーズ：ミュージカル「てだのふあ」として上演[61]。2019年7月10日 - 15日、紀伊國屋サザンシアター TAKASHIMAYA（脚本・作詞：ラサール石井、演出：鵜山仁）[61]。2022年には9月2日・3日に東京・ルネこだいらでプレビュー公演[62]、同年9月14日から10月7日までの日程で、静岡・兵庫・京都・奈良・和歌山・大阪・滋賀で全20公演された。